# Idioma duit
El idioma duit es una lengua chibchense que actualmente se encuentra extinta. Fue hablada por los indígenas que vivieron en la zona de Boyacá (Colombia). 

## Clasificación
De acuerdo con la clasificación de Adolfo Constenla, el duit es una de las dos lenguas chibchas o cundiboyacaicas, la otra es el idioma muisca. El par cundiboyacáico a su vez se encuentra incluido dentro de las lenguas cundicocúyicas junto al tunebo. Las leguas cundicocúyicas y las lenguas arhuácicas forman un subgrupo dentro de las lenguas magdalénicas.